# 克利福德·欧文
克利福德·迈克尔·欧文（Clifford Michael Irving，1930年11月5日—2017年12月19日）是一位美国小说家和调查记者。他曾出版了20部小说。不過他聲稱曾采訪過億萬富翁霍华德·休斯並於1972年出版霍华德·休斯自传。然而休斯指責這些所謂的自傳內文根本就是虛構的，並起訴歐文以及書本出版商麦格劳希尔，歐文最終被判處兩年半監禁，實際上在監獄裡面呆了17個月。
欧文后来写了一本名為《骗局》（Hoax）的書並於1981年出版，他在書中詳細記載了他如何與他人偽造霍华德·休斯自传以及這本書的销售过程。这本书于2006年被改编为同名传记片。 